# Snabeliglar
Snabeliglar (Rhynchobdellida) är en ordning iglar som kännetecknas av att de istället för käkar har en snabel.

## Familjer
Ordningen Snabeliglar indelas i familjer:
- Borstiglar (Acanthobdellidae) Ex: Acanthobdella peledina
- Broskiglar (Glossiphoniidae) Ex: andigel, fyrögd broskigel
- Fiskiglar (Piscicolidae) Ex: fiskigel, rockigel ektoparasiter på fiskar